# Gyrd Løfqvist
Oluf Gyrd Løfqvist (født 2. juni 1921 i København, død 1. maj 2012) var en dansk skuespiller.
Gyrds mor var norsk, og valgte hans norske fornavn. Hans far var svensker og videregav sit efternavn til sønnen.
Han debuterede på Det Kongelige Teater i 1944, og var herefter engageret 1944-1946 ved Det Ny Teater. Sidenhen fik han ansættelse på Frederiksberg Teater, Allé-Scenen, Aarhus Teater, Svalegangen og Gladsaxe Teater.
Gennem 1970'erne og 1980'erne blev Folketeatret hans faste holdepunkt, dog stadig med roller på en række andre scener. Helt frem til 2006 var han stadig aktiv både på teatret og i film.
Han var gift med skuespiller Jane Jeppesen (søster til skuespiller Jørn Jeppesen).

## Film i uddrag
- De røde enge – 1945
- Soldaten og Jenny – 1947
- Nålen – 1951
- Det var en lørdag aften – 1968
- Man sku' være noget ved musikken – 1972
- Familien Gyldenkål sprænger banken – 1976
- Det parallelle lig – 1982
- Nattevagten – 1994
- Dybt vand – 1999
- Ørkenens juvel – 2001
- Lykkevej – 2003
- Adams æbler – 2005
- Drømmen – 2006